# Município de Monroe (condado de Harrison, Ohio)
O município de Monroe (em inglês: Monroe Township) é um município localizado no condado de Harrison no estado estadounidense de Ohio. No ano de 2010, tinha uma população de 1.198 habitantes e uma densidade populacional de 17,59 pessoas por km².

## Geografia
O município de Monroe encontra-se localizado nas coordenadas 40° 24′ 02″ N, 81° 12′ 54″ O. Segundo a Departamento do Censo dos Estados Unidos, o município tem uma superfície total de 68.12 km², da qual 68,12 km² correspondem a terra firme e (0 %) 0 km² é água.

## Demografia
Segundo o censo de 2010, tinha 1.198 habitantes residindo no município de Monroe. A densidade populacional era de 17,59 hab./km². Dos 1.198 habitantes, o município de Monroe estava composto pelo 99 % brancos, o 0,25 % eram afroamericanos, o 0,17 % eram amerindios, o 0,08 % eram asiáticos e o 0,5 % eram de uma mistura de raças. Do total da população o 0,25 % eram hispanos ou latinos de qualquer raça.